# Finntroll

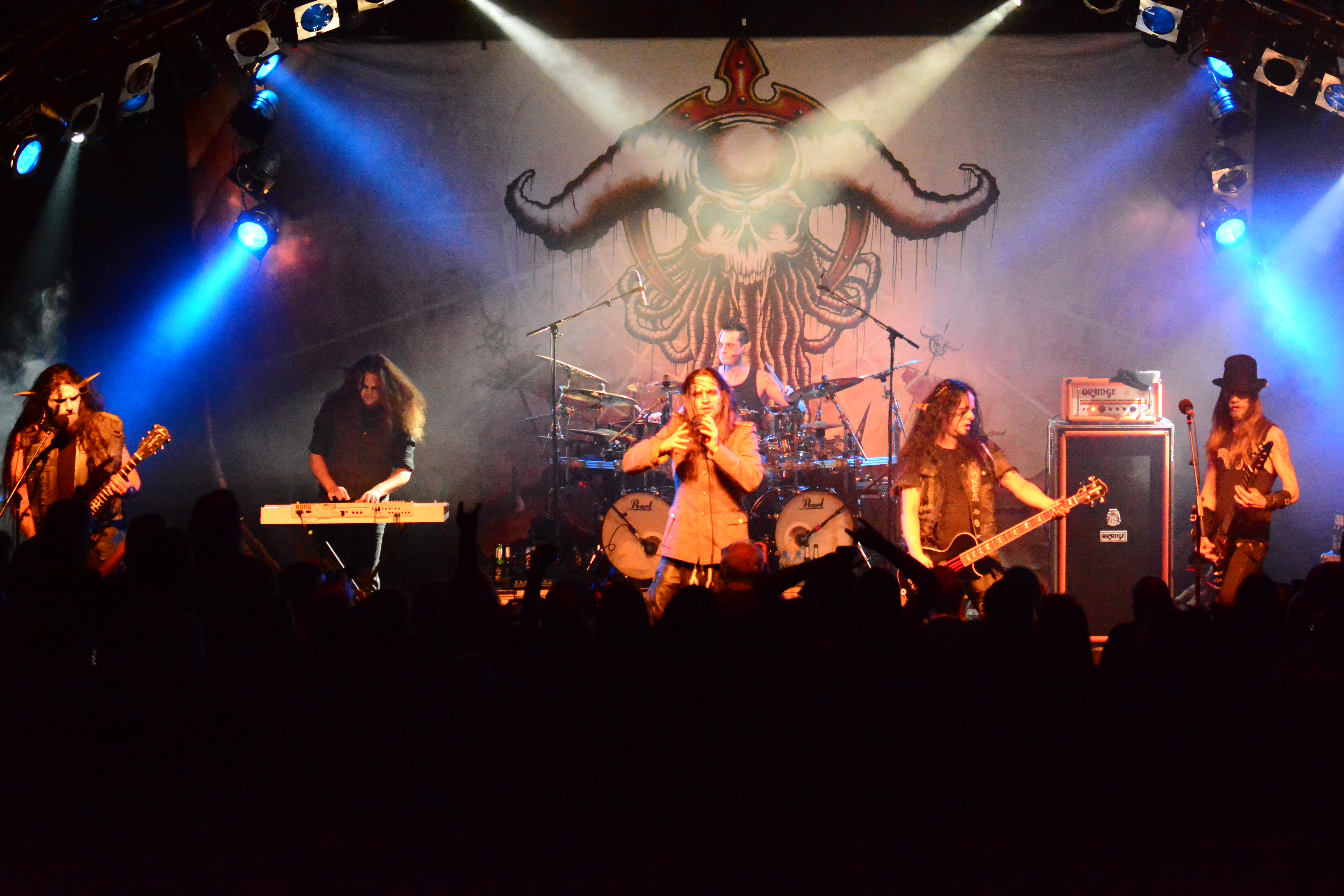
Finntroll in 2014

Finntroll is een folkmetalband uit Finland. De muziek is een combinatie van extreme metal met Finse polka, ook wel humppa genoemd. De groep beschrijft haar muziek als "door volksmuziek geïnspireerde deathmetal of black metal".

## Songteksten
Bijna alle songteksten zijn in het Zweeds, de tweede taal van Finland. Het is de moedertaal van de tekstschrijver Katla en de band vindt Zweeds 'trols' klinken. De naam van de band komt volgens de bandleden Vreth en Skrymer van een oud Fins verhaal waarbij een groep Zweedse priesters naar Finland reisden en daar een wilde man tegenkwamen die de meeste van hun groep verslond. De weinige overlevenden keren terug naar Zweden en vertellen het verhaal van "de finn troll". De fantasierijke teksten zijn tegelijkertijd luguber en humoristisch en spreken van eerbied voor de natuur. Ze handelen over mythologische wezens uit de fantasywereld zoals trollen en goblins. Wanneer er mensen in voorkomen, zijn ze object van haat en geweld (nummers waarin dit centraal staat zijn bijvoorbeeld 'Människopesten' ("De mensenpest"), 'Blodnatt' ("Bloednacht"), 'Trollhammaren' ("De trolhamer")). Ze worden aangevallen en afgeslacht door trollen die rijden op wolven en als wapens hamers, speren en zwaarden hebben. Kerken worden verwoest, dorpen opgeslokt ('Skogens Hämnd' ("De wraak van het woud")) en mensen verscheurd, zelfs zwangere vrouwen worden niet gespaard ('Vätteanda' ("Goblin-tij")). Vaak worden er etentjes gehouden waarbij mensen worden gekookt in ketels en vervolgens gegeten ('Kitteldags' ("Keteltijd")). Een enkele keer worden mensen aangevallen wanneer ze extra kwetsbaar zijn, zoals de twee priesters Aamund en Kettil die in de sauna zijn ('Bastuvisan' ("Badlied")). Aamund moest verder door het leven zonder oren en Kettil "werd geslagen totdat de sauna ontplofte". Ook onderweg naar de markt en in de kerk worden de twee priesters lastiggevallen ('Marknadsvisan' ("Marktslied") en 'Kyrkovisan' ("Kerklied")).
Enkele andere opvallende attributen of wezens uit de teksten zijn:
- Aldhissla - Een oude trol die over de noordelijke vlakten waakt.
- Trollhammaren "de trolhamer" - een machtig wapen waarmee mensen worden afgeslacht.
- Rivfader "scheurvader" - de trol die aan het hoofd van de bosgemeenschap staat.
- Aamund en Kettil - Twee priesters die regelmatig het slachtoffer van de trollen zijn.

Ondanks het feit dat het in de songteksten expliciet vermeld wordt dat het christenen zijn die haat bij de bosbewoners oproepen, zijn de bandleden geen volgers van het satanisme of andere anti-christelijke organisaties; ze koesteren voor het satanisme evenveel afkeer als voor het christendom en de band neemt zichzelf niet al te serieus.

## Bezetting

### Huidige bezetting
- Samuli "Skrymer" Ponsimaa – gitaar (1998-heden)
- Sami "Tundra" Uusitalo – basgitaar (1998-heden)
- Henri "Trollhorn" Sorvali – keyboard (1998-heden; treedt niet meer live op sinds 2004)
- Mikael "Routa" Karlbom – gitaar (2003-heden)
- Aleksi "Virta" Virta - keyboards (2005-heden; live-muzikant)
- Mathias "Vreth" Lillmåns – zang (2006-heden)
- Heikki "MörkÖ" Saari - drums (2014-heden)

Jan "Katla" Jämsen schrijft sinds 2006 tot heden lyrics voor de band.

### Voormalige leden
- Samu "Beast Dominator" Ruotsalainen – drums (1998-2014; heeft de band vrijwillig verlaten om persoonlijke redenen)
- Tapio Wilska – zang (2002–2006; ontslagen uit de band om persoonlijke redenen)
- Jan "Katla" Jämsen – zang (1997–2002; afgetreden vanwege tumoren op zijn stembanden)
- Teemu "Somnium" Raimoranta – gitaar (1998-2003; overleden in maart 2003)
- Tomi "Grönt Helvetens Kungen" Ullgren – gitaar (1997–1998)
- Mikael "Ancient Lord" Harju - basgitaar (1997-1998)
- Rauno "Nattvind" Raimoranta - drums, keyboards (1997)

## Discografie

### Studioalbums
- Midnattens Widunder (1999) (De verschrikking van middernacht)
- Jaktens tid (18 september 2001) (De jachttijd)
- Nattfödd (19 april 2004) (Nachtbroed)
- Ur jordens djup (28 maart 2007) (Uit de diepten van de aarde)
- Nifelvind (17 februari 2010) (Wind uit de onderwereld)
- Blodsvept (22 maart 2013) (Gehuld in bloed)
- Vredesvävd (18 september 2020) (Toorn geweven)

### Ep's
- Visor om slutet (30 april 2003) (Liederen over het einde)
- Trollhammaren (13 april 2004) (De Trolhamer)

### Demo's
- Rivfader (1998) (Scheurvader)